# Tysklands geografi
Tyskland er et stort land i Centraleuropa med et areal på 357.021 km². Det strækker sig fra Alperne i syd, over Det nordeuropæiske lavland til Nordsøen (Nordsee) og Østersøen (Ostsee) i nord.

## Topografi
Den nordlige tredjedel af landet ligger i Det nordeuropæiske lavland med fladt tærren krydset af flere store floder som løber nordover (Elben, Ems, Weser, Oder). Langs grænsen til Holland og langs den frisiske kyst finder man vådområder og moseagtige forhold. Sandede Mecklenburg i nordøst har mange indsøer som blev dannet af gletsjere under den sidste istid.
Længere syd, i centrale dele af Tyskland ligger et mere kuperet landskab kaldt Mittelgebirge, og enkelte af disse lavere bjerge blev dannet af vulkansk aktivitet. Rhindalen går tværs gennem de vestlige dele af dette område. Det centrale højland strækker sig østover og nordover til Saale og glider over i Erzgebirge ved grænsen til Tjekkiet. Højlandet inkluderer Eifel og Hunsrück vest for Rhinen, Taunus nord for Frankfurt, Vogelsberg, Rhön og Thüringer Wald. Syd for Berlin, øst i de centrale områder er landskabet mere som i de lavereliggende områder i nord med sandagtig jord og vådområder, som i Spreewald-regionen.
Sydtyskland har forskellige linjeformede åser og bjergkæder. Alperne helt i syd er de største, men relativt lidt af Alperne ligger indenfor Tyskland sammenlignet med Schweiz og Østrig. Schwarzwald, ved sydvestgrænsen til Frankrig, skiller Rhinen fra kilderne til Donau på østsiden, og er en del af det europæiske vandskel.
Donau går gennem de centrale områder af Bayern, i et relativt fladt område, før den snurrer sig sydøstover omkring den sydlige del af Bayerischer Wald, en anden bjergkæde på grænsen mellem Bayern og Tjekkiet.

### Floder og søer
Næsten hele Tyskland ligger indenfor afvandingsområdet af de seks store floder Rhinen, Donau, Elben, Oder, Weser og Ems. Donau er med sine 2.845 km fra kilden i Donaueschingen til udløbet i Sortehavet Europas næst længste flod (efter Volga). Den tyske del af Donau er 687 km lang. De fem andre floder løber ud enten i Nordsøen eller i Østersøen; altså går det Europæiske hovedvandskel gennem Tyskland. Dette vandskel går fra øst for Oberrheingraben over Schwarzwald og de schwabiske- og frankiske alper.
Af de nordlige floder er Rhinen den længste med sine 1.320 km, hvoraf 865 km løber gennem Tyskland. Rhinen har spillet en stor rolle for dannelsen af tysk identitet, og der knytter sig en lang række myter og sagn til Rhinen. Elbens kilder ligger i Riesengebirge på grænsen til Tjekkiet og Polen, og munder ud ved Cuxhaven på nordsøkysten efter et løb på 1.165 km, hvoraf 725 km i Tyskland. Oder kommer fra de tjekkiske Beskiderne, og løber først gennem Polen. Nedre del af Oder danner grænse mellem Tyskland og Polen, mens udløbet ligger ved Szczecin på den polske østersøkyst. Weser dannes ved at floderne Werra og Fulda løber sammen ved Hannovers Münden, og dræner de centrale dele af landet. Weser løber ud i Tyske Bugt ved Bremerhaven. Ems løber gennem det flade sletteland i det nordvestlige Tyskland, og løber ud i Nordsøen ved Emden.
De sydtyske søer er et resultat af erosion under istiderne. De er smalle og dybe, og ligger i iseroderede dalbækkener. Den største af dem er Bodensøen med et areal på 536 km², kvor 62 % af kysten ligger i Tyskland. De internationale grænser i selve søen er ikke defineret. På slettelandet i Nord-Tyskland er der et net af lavvandede søer. Den største af disse er Müritz i Mecklenburg (117 km²) og Chiemsee (80 km²).